# Promegistidae
Famille
Espèce
Promegistus armstrongi Womersley, 1958 une espèce d'acariens, la seule du genre Promegistidae Kethley, 1977